# Stará Boleslav (stacja kolejowa)
Stará Boleslav – stacja kolejowa w Brandýsie nad Labem-Starej Boleslavi, w kraju środkowoczeskim, w Czechach. Znajduje się na wysokości 190 m n.p.m.
Jest zarządzana przez Správę železnic. Na stacji znajdują się kasy biletowe, na których istnieje możliwość zakupu biletów na wszystkie pociągi w tym międzynarodowe oraz rezerwacji miejsc.

## Linie kolejowe
- 072 Lysá nad Labem - Ústí nad Labem západ